# George Duryea Hulst
George Duryea Hulst (9 de marzo de 1846 - 5 de noviembre de 1900) fue un clérigo, botánico y entomólogo estadounidense.

## Biografía
Se graduó de la Universidad de Rutgers en 1866 y recibió un título del Seminario Teológico de Nuevo Brunswick en 1869, finalmente recibió su doctorado de Rutgers en 1891.
Era el pastor de la Iglesia Reformada de South Bushwick en Brooklyn, Nueva York, comenzando poco después de su ordenación en 1869 y continuando hasta su muerte en 1900. Aunque este era su actividad principal, también logró hacer contribuciones sustanciales a la ciencia durante esos años.
Fue uno de los primeros miembros de la Sociedad Entomológica de Brooklyn, y fue editor de su publicación Entomologia Americana de 1887 a 1889.
En 1888 asumió el nuevo puesto de entomólogo en la estación de Experimentos Agrícolas de Rutgers en Nueva Jersey, fundando allí el departamento de entomología y enseñando cursos de entomología en la universidad. Renunció después de solo un año, cuando se hizo evidente que le quitaba demasiado tiempo a su responsabilidad principal como pastor, pero dejó una buena base sobre la cual trabajó su sucesor, John Bernhardt Smith.
La mayor parte de su colección entomológica fue entregada a Rutgers mucho antes de su muerte, y los especímenes centrales que mantuvo como referencia fueron al Museo de Brooklyn después de su muerte. Sus especímenes de plantas se encuentran ahora en el herbario del Jardín Botánico de Brooklyn.